# FCGRT
FCGRT (англ. Fc fragment of IgG receptor and transporter) – білок, який кодується однойменним геном, розташованим у людей на короткому плечі 19-ї хромосоми. Довжина поліпептидного ланцюга білка становить 365 амінокислот, а молекулярна маса — 39 743.
| 10         |  | 20         |  | 30         |  | 40         |  | 50         |
| ---------- |  | ---------- |  | ---------- |  | ---------- |  | ---------- |
| MGVPRPQPWA |  | LGLLLFLLPG |  | SLGAESHLSL |  | LYHLTAVSSP |  | APGTPAFWVS |
| GWLGPQQYLS |  | YNSLRGEAEP |  | CGAWVWENQV |  | SWYWEKETTD |  | LRIKEKLFLE |
| AFKALGGKGP |  | YTLQGLLGCE |  | LGPDNTSVPT |  | AKFALNGEEF |  | MNFDLKQGTW |
| GGDWPEALAI |  | SQRWQQQDKA |  | ANKELTFLLF |  | SCPHRLREHL |  | ERGRGNLEWK |
| EPPSMRLKAR |  | PSSPGFSVLT |  | CSAFSFYPPE |  | LQLRFLRNGL |  | AAGTGQGDFG |
| PNSDGSFHAS |  | SSLTVKSGDE |  | HHYCCIVQHA |  | GLAQPLRVEL |  | ESPAKSSVLV |
| VGIVIGVLLL |  | TAAAVGGALL |  | WRRMRSGLPA |  | PWISLRGDDT |  | GVLLPTPGEA |
| QDADLKDVNV |  | IPATA      |  |            |  |            |  |            |

A: Аланін

C: Цистеїн

D: Аспарагінова кислота

E: Глутамінова кислота

F: Фенілаланін

G: Гліцин

H: Гістидин

I: Ізолейцин

K: Лізин

L: Лейцин

M: Метіонін

N: Аспарагін

P: Пролін

Q: Глутамін

R: Аргінін

S: Серин

T: Треонін

V: Валін

W: Триптофан

Кодований геном білок за функціями належить до рецепторів, фосфопротеїнів. 
Локалізований у клітинній мембрані, мембрані.